# Clayton (Kansas)
Clayton es una ciudad ubicada en el condado de Norton en el estado estadounidense de Kansas. En el año 2010 tenía una población de 59 habitantes y una densidad poblacional de 53,64 personas por km².

## Geografía
Clayton se encuentra ubicada en las coordenadas 39°44′14″N 100°10′37″O / 39.73722, -100.17694 (39.737247, -100.176818).

## Demografía
Según la Oficina del Censo en 2000 los ingresos medios por hogar en la localidad eran de $35,750 y los ingresos medios por familia eran $35,625. Los hombres tenían unos ingresos medios de $39,375 frente a los $21,250 para las mujeres. La renta per cápita para la localidad era de $13,519. Alrededor del 10.3% de la población estaban por debajo del umbral de pobreza.